# Vecchio (album)
Vecchio è il secondo album in studio del gruppo musicale italiano Thegiornalisti, pubblicato il 24 settembre 2012 dalla Boombica Records.

## Tracce
1. La tua pelle è una bottiglia che parla e se non parla vado fuori di me – 2:44
2. Il tradimento – 3:10
3. Pioggia nel cuore – 3:19
4. Una domenica fuori porta – 3:03
5. Diamo tempo al tempo – 3:06
6. Guido così – 2:30
7. Cinema – 2:05
8. Vecchio – 4:24
9. I gatti – 2:56
10. Bere – 3:32
11. E che ci vuoi fare – 2:56
12. Nato con te – 2:19

## Formazione
- Tommaso Paradiso – voce, chitarra, cori
- Marco Antonio Musella – chitarra, basso
- Marco Primavera – batteria, percussioni, cori